# Oicho-Kabu
Oicho-Kabu (おいちょかぶ?) è un tradizionale gioco di carte giapponese simile al baccarà. Di solito si gioca con carte speciali kabufuda. Può essere utilizzato anche un mazzo hanafuda, se gli ultimi due mesi vengono scartati. Le carte da gioco occidentali possono essere usate se le figure vengono rimosse dal mazzo e gli assi sono contati come uno. Oicho-Kabu significa 8-9 e usa i nomi giapponesi kabufuda per i numeri da uno a dieci. Come nel baccarà, questo gioco ha anche un mazziere, che i giocatori cercano di battere. 
L'obiettivo del gioco è raggiungere 9. Come nel baccarat, l'ultima cifra di un totale superiore a 10 fa la tua mano: un 15 conta come 5, un 12 come 2 e un 20 come 0. Avere due carte uguali fa il numero della carta: un 10 e un 10 = 10, 1 e un 1 = 1.
Il soprannome della mano peggiore in oicho-kabu, un otto, un nove e un tre, è foneticamente espresso come "ya-ku-za" ed è l'origine della parola giapponese per "gangster", yakuza.